# Yucanda albida
Yucanda albida är en insektsart som först beskrevs av Ball 1909.  Yucanda albida ingår i släktet Yucanda och familjen Dictyopharidae. Inga underarter finns listade i Catalogue of Life.